# Branpas

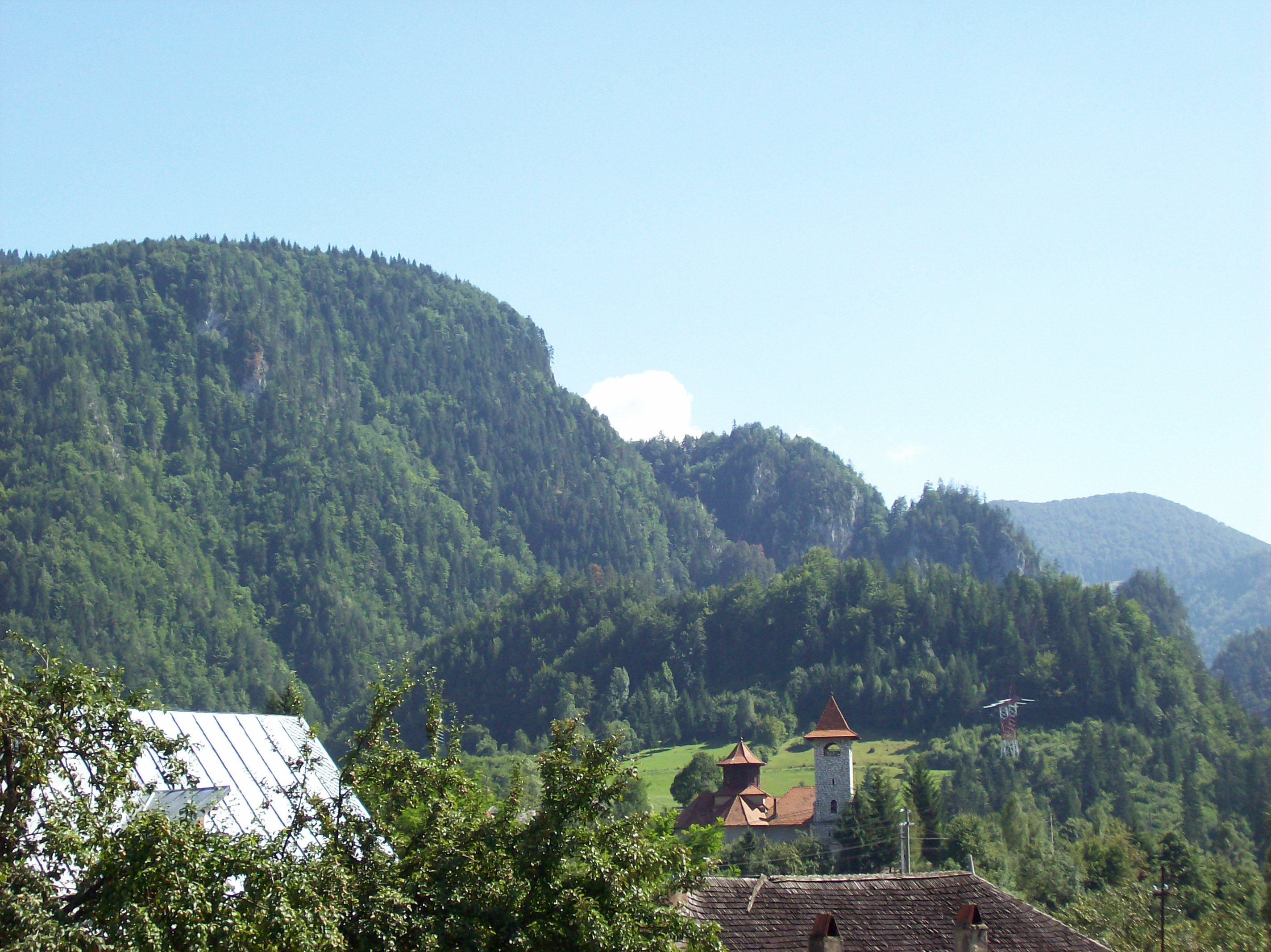
De Branpas

De Branpas (Roemeens: Pasul Bran) is een pas in de Zevenburgse Alpen. De pas ligt op 1290 m hoogte. Het Făgărașgebergte en Bucegigebergte worden door de pas gescheiden. De weg tussen Pitești en Brașov passeert de Branpas. De toeristische plaats Bran ligt ook in de omgeving.